# サン神戸映画社
株式会社サン神戸映画社（サンこうべえいがしゃ）は、兵庫県神戸市にあるサンテレビジョン系列の映像制作会社である。

## 概要
- 1976年設立。サンテレビジョンテレビ番組の制作を中心に、兵庫県各自治体や企業のPR映画などの製作を請け負う。

### 代表的な製作番組
- 兵庫県各自治体の広報番組(週刊ひょうご夢情報、出会いのまち西宮、明石大百科、ひめじの広場、県議会レポート、西播磨発サタデー9)
- 経済ジャーナル
- 神戸新聞社・デイリースポーツ等の県内企業CM
- 関西ジュニア青春バス